# 380832 Annecambridge
380832 Annecambridge è un asteroide della fascia principale. Scoperto nel 2006, presenta un'orbita caratterizzata da un semiasse maggiore pari a 2,552172 UA e da un'eccentricità di 0,282163, inclinata di 5,338492° rispetto all'eclittica.